# Peter Heier
Padre Peter Heier (1895–1982), SVD era um padre católico romano de Haia, Dakota do Norte.

Peter Heier era filho de George e Magdalena (Wolf) Heier. Ele nasceu em Kleinliebental, Grossliebental, Ucrânia. Sua família imigrou para os Estados Unidos e se estabeleceu em Dakota do Norte. Peter estudou no sacerdócio e ficou em Haia, Dakota do Norte, onde também serviu como exorcista. Enquanto servia como missionário na China, ele foi encarregado de um notável caso de possessão demoníaca em 1926 e novamente em 1929, referente a uma mulher chinesa chamada Lautien em Henan, China. O caso foi impresso em um panfleto intitulado Begone Satan, em 1928 pelo padre Celestine Kapsner.